# Anderson Luís de Abreu Oliveira
Anderson Luís de Abreu Oliveira, noto semplicemente come Anderson (Porto Alegre, 13 aprile 1988), è un allenatore di calcio ed ex calciatore brasiliano, di ruolo centrocampista, viceallenatore dell'Adana Demirspor.

## Biografia
Il 2 agosto 2010 è stato coinvolto in un incidente d'auto a Braga schiantandosi contro un muro, dal quale è uscito illeso mentre altri due passeggeri sono rimasti feriti. Sono stati estratti dal veicolo subito prima che l'auto esplodesse.

## Caratteristiche tecniche
Ha iniziato la sua carriera giocando come trequartista, ma sotto la guida di Alex Ferguson ha ricoperto anche i ruoli di interno di centrocampo e regista. Mancino naturale, abbina alla corsa anche un'ottima tecnica.

## Carriera

### Club

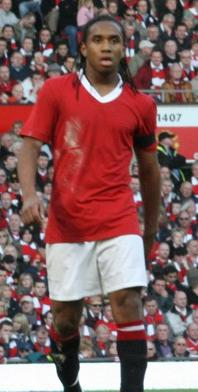
Anderson con la maglia del Manchester United nel 2008.

#### Grêmio e Porto
Cresciuto nel settore giovanile del Grêmio, ha debuttato in prima squadra nel 2004. Nella prima stagione nella massima serie brasiliana ha totalizzato 6 presenze e un gol, ma il suo contributo non ha potuto evitare la retrocessione della squadra. Nella seconda stagione in seconda serie ha collezionato 13 presenze e 5 gol, di cui uno nella gara decisiva per la promozione in Série A contro il Náutico (1-0).
Nel gennaio 2006 è stato acquistato dal Porto, con cui aveva firmato un pre-contratto nel giugno 2005, per 8 milioni di euro. Esordisce in Primeira Liga il 5 marzo 2006 e totalizza successivamente altre 2 presenze nella stagione che si conclude con la vittoria del Porto. Nella seconda stagione mette assieme 15 presenze e 2 reti, ma l'annata è condizionata da un infortunio che lo tiene fuori per 5 mesi. Nonostante questo, può festeggiare la vittoria del secondo titolo portoghese.

#### Manchester United
Il 30 maggio 2007 passa al Manchester United, per la cifra riportata di 31,5 milioni di euro. Anderson si aggrega alla squadra inglese a partire dal luglio successivo. Nonostante fosse cresciuto calcisticamente come trequartista, l'allenatore del Manchester United Alex Ferguson lo fa giocare nel ruolo di centrocampista centrale, definendolo il nuovo Roy Keane.
Esordisce con la maglia dei Red Devils nella partita contro il Sunderland il 1º settembre 2007. Nella prima stagione al Manchester United contribuisce con 24 presenze alla vittoria della Premier League e con 9 presenze a quella della Champions League, conquistata superando ai calci di rigore il Chelsea nella finale di Mosca (6-5, dopo l'1-1 dei tempi supplementari), in cui è subentrato allo scadere del secondo tempo supplementare e ha segnato il sesto rigore della serie finale. Nella stagione successiva conquista la Coppa del mondo per club e la seconda Premier League, nella quale disputa 17 presenze. Scende in campo titolare nella sua seconda finale di Champions della carriera a Roma, ma questa volta lo United non riesce a confermarsi campione d'Europa, uscendo sconfitto per 2-0 per mano del Barcellona.
Nel corso delle stagioni a seguire vince altre due Premier League e due Football League Cup, rispettando solo in parte però le aspettative che il club riponeva su di lui al momento dell'acquisto. Il 4 maggio 2011, nella semifinale di ritorno di Champions League, segna la sua prima doppietta con i Red Devils nella vittoria contro lo Schalke 04 (4-1).

#### Fiorentina e breve ritorno al Manchester United
Con l'arrivo di David Moyes al Manchester United, trova sempre meno spazio nelle tattiche del nuovo allenatore. Il 18 gennaio 2014 si trasferisce così in prestito alla Fiorentina, con diritto di riscatto fissato a 6,5 milioni di euro. Esordisce in maglia viola il 26 gennaio nella gara di campionato Fiorentina-Genoa (3-3), entrando al 74' al posto di Alberto Aquilani.
Tornato al Manchester United all'inizio della stagione 2014-2015, non trova spazio e decide di fare ritorno in Brasile. Lascia gli inglesi dopo aver collezionato in totale 181 presenze e 9 reti tra tutte le competizioni.

#### Internacional e Coritiba
Il 2 febbraio 2015 passa all'Internacional, con cui in due stagioni colleziona 88 presenze e 6 reti tra tutte le competizioni. Nel 2017 si trasferisce al Coritiba, dove gioca 23 partite e segna 3 reti.

#### Adana Demirspor e ritiro
Nell'agosto 2018 torna in Europa per giocare nell'Adana Demirspor, club militante nella seconda serie turca. Dopo due stagioni, il 21 settembre 2019 annuncia il ritiro e contestualmente l'ingresso nello staff tecnico del club turco.

### Nazionale

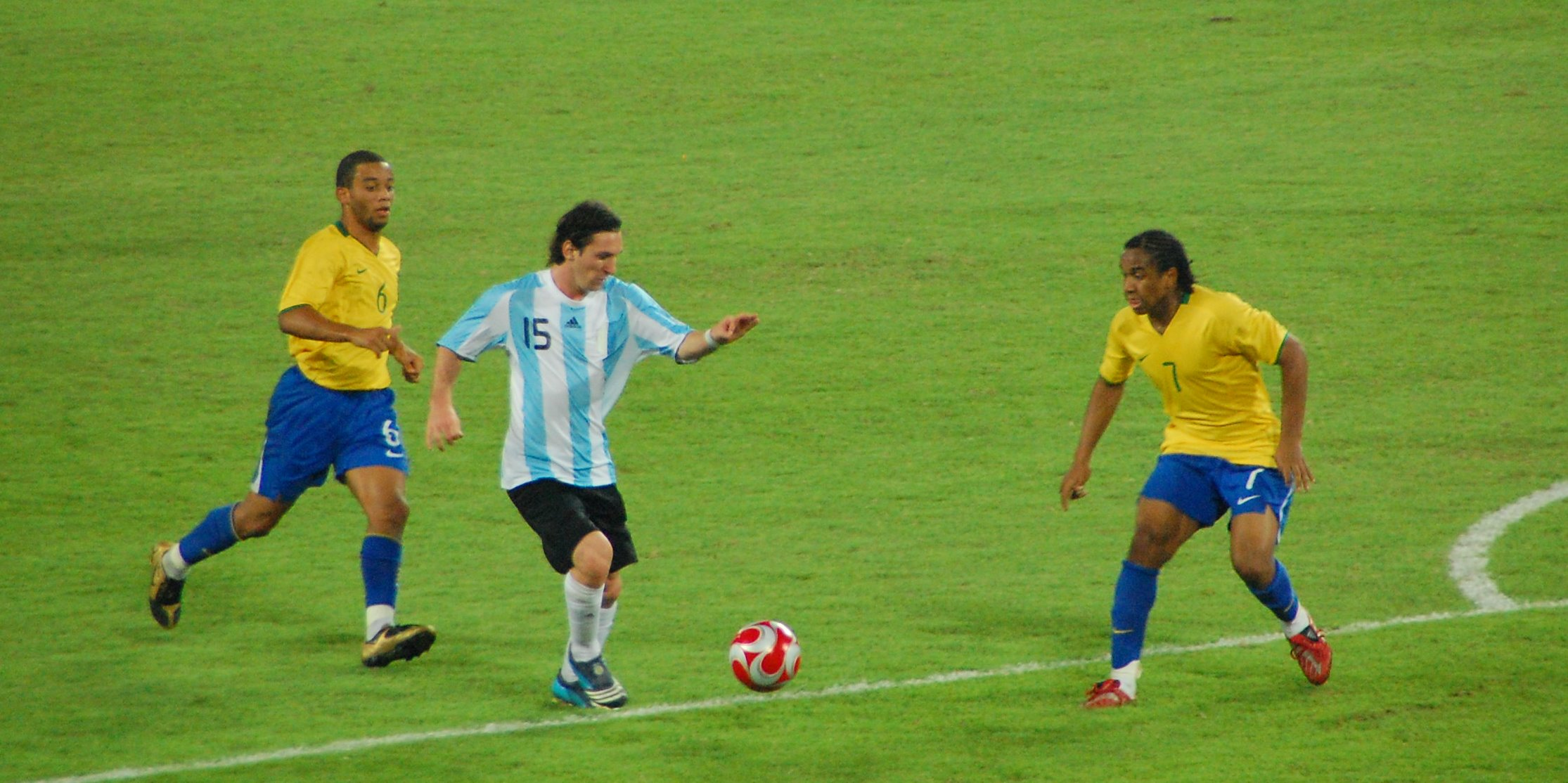
Anderson contrasta Lionel Messi alle Olimpiadi 2008.

Con la Nazionale Under-17 brasiliana è arrivato secondo ai Mondiali di categoria del 2005.
Nel 2007 ha fatto parte della Nazionale maggiore che ha vinto la Coppa America, mentre nel 2008 ha vinto la medaglia di bronzo ai Giochi olimpici di Pechino.
In totale ha accumulato 8 presenze con la nazionale maggiore fra il 2007 e il 2008.

## Statistiche

### Presenze e reti nei club
Statistiche aggiornate al 21 settembre 2019.
| Stagione                 | Squadra                  | Campionato               | Campionato | Campionato | Coppe nazionali | Coppe nazionali | Coppe nazionali | Coppe continentali | Coppe continentali | Coppe continentali | Altre coppe | Altre coppe | Altre coppe | Totale | Totale |
| Stagione                 | Squadra                  | Comp                     | Pres       | Reti       | Comp            | Pres            | Reti            | Comp               | Pres               | Reti               | Comp        | Pres        | Reti        | Pres   | Reti   |
| ------------------------ | ------------------------ | ------------------------ | ---------- | ---------- | --------------- | --------------- | --------------- | ------------------ | ------------------ | ------------------ | ----------- | ----------- | ----------- | ------ | ------ |
| 2004                     | Grêmio                   | A                        | 6          | 1          | CB              | 0               | 0               | -                  | -                  | -                  | -           | -           | -           | 6      | 1      |
| 2005                     | Grêmio                   | A1/G+B                   | 8+13       | 3+5        | CB              | 4               | 0               | -                  | -                  | -                  | -           | -           | -           | 25     | 8      |
| Totale Grêmio            | Totale Grêmio            | Totale Grêmio            | 8+19       | 3+5        |                 | 4               | 0               |                    | -                  | -                  |             | -           | -           | 31     | 9      |
| 2005-2006                | Porto                    | PL                       | 3          | 0          | CP              | 2               | 0               | UCL                | 0                  | 0                  | -           | -           | -           | 5      | 0      |
| 2006-2007                | Porto                    | PL                       | 15         | 2          | CP              | 0               | 0               | UCL                | 4                  | 0                  | SP          | 1           | 1           | 20     | 3      |
| Totale Porto             | Totale Porto             | Totale Porto             | 18         | 2          |                 | 2               | 0               |                    | 4                  | 0                  |             | 1           | 1           | 25     | 3      |
| 2007-2008                | Manchester United        | PL                       | 24         | 0          | FACup+CdL       | 4+1             | 0               | UCL                | 9                  | 0                  | CS          | 0           | 0           | 38     | 0      |
| 2008-2009                | Manchester United        | PL                       | 17         | 0          | FACup+CdL       | 3+6             | 0               | UCL                | 9                  | 0                  | CS+SU+Cmc   | 0+1+2       | 0           | 38     | 0      |
| 2009-2010                | Manchester United        | PL                       | 14         | 1          | FACup+CdL       | 1+3             | 0               | UCL                | 5                  | 0                  | CS          | 0           | 0           | 23     | 1      |
| 2010-2011                | Manchester United        | PL                       | 18         | 1          | FACup+CdL       | 4+2             | 0               | UCL                | 6                  | 3                  | CS          | 0           | 0           | 30     | 4      |
| 2011-2012                | Manchester United        | PL                       | 10         | 2          | FACup+CdL       | 1+0             | 0               | UCL+UEL            | 3+1                | 0                  | CS          | 1           | 0           | 16     | 2      |
| 2012-2013                | Manchester United        | PL                       | 17         | 1          | FACup+CdL       | 3+2             | 0+1             | UCL                | 4                  | 0                  | -           | -           | -           | 26     | 2      |
| 2013-gen. 2014           | Manchester United        | PL                       | 4          | 0          | FACup+CdL       | 0+2             | 0               | UCL                | 1                  | 0                  | CS          | 1           | 0           | 8      | 0      |
| gen.-giu. 2014           | Fiorentina               | A                        | 7          | 0          | CI              | 1               | 0               | UEL                | -                  | -                  | -           | -           | -           | 8      | 0      |
| 2014-feb. 2015           | Manchester United        | PL                       | 1          | 0          | FACup+CdL       | 0+1             | 0               | -                  | -                  | -                  | -           | -           | -           | 2      | 0      |
| Totale Manchester United | Totale Manchester United | Totale Manchester United | 105        | 5          |                 | 33              | 1               |                    | 38                 | 3                  |             | 5           | 0           | 181    | 9      |
| 2015                     | Internacional            | PD/RS+A                  | 12+30      | 0+0        | CB              | 1               | 1               | CL                 | 2                  | 0                  | -           | -           | -           | 45     | 1      |
| 2016                     | Internacional            | PL+PD/RS+A               | 4+16+20    | 0+3+1      | CB              | 3               | 1               | -                  | -                  | -                  | -           | -           | -           | 43     | 5      |
| Totale Internacional     | Totale Internacional     | Totale Internacional     | 32+50      | 3+1        | -               | 4               | 2               | -                  | 2                  | 0                  | -           | -           | -           | 88     | 6      |
| 2017                     | Coritiba                 | PAR+A                    | 11+12      | 3+0        | CB              | 0               | 0               | -                  | -                  | -                  | -           | -           | -           | 23     | 3      |
| 2018-2019                | Adana Demirspor          | TFF 1. Lig               | 11         | 0          | TK              | 3               | 0               | -                  | -                  | -                  | -           | -           | -           | 14     | 0      |
| lug.-set. 2019           | Adana Demirspor          | TFF 1. Lig               | 1          | 0          | TK              | 0               | 0               | -                  | -                  | -                  | -           | -           | -           | 1      | 0      |
| Totale Adana Demirspor   | Totale Adana Demirspor   | Totale Adana Demirspor   | 12         | 0          |                 | 3               | 0               |                    | -                  | -                  |             | -           | -           | 15     | 0      |
| Totale carriera          | Totale carriera          | Totale carriera          | 274        | 22         |                 | 47              | 3               |                    | 44                 | 3                  |             | 6           | 1           | 371    | 29     |

### Cronologia presenze e reti in Nazionale
| Cronologia completa delle presenze e delle reti in nazionale ― Brasile | Cronologia completa delle presenze e delle reti in nazionale ― Brasile | Cronologia completa delle presenze e delle reti in nazionale ― Brasile | Cronologia completa delle presenze e delle reti in nazionale ― Brasile | Cronologia completa delle presenze e delle reti in nazionale ― Brasile | Cronologia completa delle presenze e delle reti in nazionale ― Brasile | Cronologia completa delle presenze e delle reti in nazionale ― Brasile | Cronologia completa delle presenze e delle reti in nazionale ― Brasile |
| Data                                                                   | Città                                                                  | In casa                                                                | Risultato                                                              | Ospiti                                                                 | Competizione                                                           | Reti                                                                   | Note                                                                   |
| ---------------------------------------------------------------------- | ---------------------------------------------------------------------- | ---------------------------------------------------------------------- | ---------------------------------------------------------------------- | ---------------------------------------------------------------------- | ---------------------------------------------------------------------- | ---------------------------------------------------------------------- | ---------------------------------------------------------------------- |
| 27-6-2007                                                              | Puerto Ordaz                                                           | Brasile                                                                | 0 – 2                                                                  | Messico                                                                | Coppa America 2007 - 1º turno                                          | -                                                                      | 46’                                                                    |
| 1-7-2007                                                               | Maturín                                                                | Brasile                                                                | 3 – 0                                                                  | Cile                                                                   | Coppa America 2007 - 1º turno                                          | -                                                                      | 46’                                                                    |
| 6-2-2008                                                               | Dublino                                                                | Irlanda                                                                | 0 – 1                                                                  | Brasile                                                                | Amichevole                                                             | -                                                                      | 78’                                                                    |
| 26-3-2008                                                              | Londra                                                                 | Svezia                                                                 | 0 – 1                                                                  | Brasile                                                                | Amichevole                                                             | -                                                                      | 60’                                                                    |
| 6-6-2008                                                               | Boston                                                                 | Brasile                                                                | 0 – 2                                                                  | Venezuela                                                              | Amichevole                                                             | -                                                                      | 10’ 84’                                                                |
| 15-6-2008                                                              | Asunción                                                               | Paraguay                                                               | 2 – 0                                                                  | Brasile                                                                | Qual. Mondiali 2010                                                    | -                                                                      | 46’                                                                    |
| 18-6-2008                                                              | Belo Horizonte                                                         | Brasile                                                                | 0 – 0                                                                  | Argentina                                                              | Qual. Mondiali 2010                                                    | -                                                                      | 34’                                                                    |
| 19-11-2008                                                             | Gama                                                                   | Brasile                                                                | 6 – 2                                                                  | Portogallo                                                             | Amichevole                                                             | -                                                                      | 80’                                                                    |
| Totale                                                                 |                                                                        | Presenze                                                               | 8                                                                      |                                                                        | Reti                                                                   | 0                                                                      |                                                                        |

## Palmarès

### Club

#### Competizioni nazionali
- Campionato portoghese: 2

Porto: 2005-2006, 2006-2007
- Coppa del Portogallo: 1

Porto: 2005-2006
- Supercoppa di Portogallo: 1

Porto: 2006
- Campionato inglese: 4

Manchester United: 2007-2008, 2008-2009, 2010-2011, 2012-2013
- Community Shield: 5

Manchester United: 2007, 2008, 2010, 2011, 2013
- Coppa di Lega inglese: 2

Manchester United: 2008-2009, 2009-2010

#### Competizioni internazionali
- UEFA Champions League: 1

Manchester United: 2007-2008
- Coppa del mondo per club: 1

Manchester United: 2008

### Nazionale
- Coppa America: 1

Venezuela 2007
- Bronzo olimpico: 1

Pechino 2008

### Individuale
- Pallone d'oro dei Mondiali Under-17: 1

2005
- European Golden Boy: 1

2008